# Ківітсвард
Ківітсвард (нід. Kievitswaard) — селище в нідерландській провінції Північний Брабант. Входить до муніципалітету Алтена.
Перша згадка про населений пункт датується 1845 роком. Наразі у ньому нараховується близько 40 будинків.